# Cymbasoma tirmiziae
Cymbasoma tirmiziae is een eenoogkreeftjessoort uit de familie van de Monstrillidae. De wetenschappelijke naam van de soort is voor het eerst geldig gepubliceerd in 1974 door Khan & Kamaran.